# Natitingou
Natitingou je grad u sjeverozapadnom Beninu. Nalazi se u departmanu Atakora, 30 km od granice s Togom. Leži u dolini, okružen s dva planinska grebena. Od Cotonoua je udaljen 645 km.
Oko 50 km od grada je nacionalni park Pendjari, gdje turisti mogu vidjeti zapadnoafričke divlje životinje.
Prema popisu iz 2002. godine, Natitingou je imao 40.443 stanovnika.

## Vanjske poveznice
- Službena stranica  Arhivirana inačica izvorne stranice od 29. siječnja 2019. (Wayback Machine) (fr.)

### Ostali projekti
|  | Zajednički poslužitelj ima još gradiva o temi Natitingou |